# Hydraethiops laevis
Espèce
Hydraethiops laevis est une espèce de serpents de la famille des Natricidae. 

## Répartition
Cette espèce se rencontre au Gabon et au Cameroun.

## Description
L'holotype de Hydraethiops laevis mesure 570 mm dont 110 mm pour la queue. Cette espèce a la face dorsale brun jaunâtre ou brun rougeâtre avec une série de grandes taches brun olivâtre foncé cerclées de noir formant comme un zigzag dans la partie postérieure du dos. Sa tête est uniformément brun olive sur le dessus et les côtés. Sa face ventrale est noire parfois tachetée de blanchâtre dans la partie postérieure du corps.

## Publication originale
- Boulenger, 1904 : Descriptions of three new snakes. Annals and Magazine of Natural History, sér. 7, vol. 13, p. 450-452 (texte intégral).